# Gesellschaft für Biochemie und Molekularbiologie
Die Gesellschaft für Biochemie und Molekularbiologie (GBM) ist eine wissenschaftliche Fachgesellschaft zur Förderung von Forschung und Lehre der Biochemie und Molekularbiologie und der Umsetzung wissenschaftlicher Erkenntnisse auf dem Gebiet der Biotechnologie und Medizin und deren Verbreitung in der Öffentlichkeit.

## Geschichte
Die „Gesellschaft für Physiologische Chemie“ wurde im Jahr 1947 gegründet und entstand durch Abspaltung von der „Deutschen Physiologischen Gesellschaft“. 1966 wurde sie in „Gesellschaft für Biologische Chemie“ umbenannt. 1991 erfolgte die Vereinigung mit der „Biochemischen Gesellschaft der DDR“ und 1996 die Umbenennung in „Gesellschaft für Biochemie und Molekularbiologie“.
Mit (Stand 2022) über 4.500 Mitgliedern aus Hochschulen, Forschungsinstituten und der Industrie ist die GBM die größte wissenschaftliche Gesellschaft auf dem Gebiet der molekularen Biowissenschaften und der Molekularen Medizin in Deutschland.
Präsidentin der Gesellschaft ist seit 2021 Blanche Schwappach-Pignataro (Universitätsklinikum Hamburg-Eppendorf).

## Tätigkeit
Aktivitäten der GBM sind:
- die Veranstaltung von Tagungen und Konferenzen wie den jährlichen Mosbacher Kolloquien und Herbsttagungen und Konferenzen der Studiengruppen der GBM,
- die Mitwirkung an der Messe analytica durch Ausrichtung der analytica conference gemeinsam mit anderen Fachgesellschaften,
- die siebenmal jährlich erscheinende Mitgliederzeitschrift, das BIOspektrum,
- Vergabe von wissenschaftlichen Auszeichnungen – etwa der Otto-Warburg-Medaille – und Nachwuchspreisen,
- Nachwuchsförderung, etwa Beihilfen für junge Mitglieder bei Tagungen der GBM, FEBS und IUBMB,
- Mitgliedschaft in der Arbeitsgemeinschaft der Wissenschaftlichen Medizinischen Fachgesellschaften (AWMF), in den internationalen Dachorganisationen Federation of European Biochemical Societies (FEBS) und International Union of Biochemistry and Molecular Biology (IUBMB),
- Lobbyarbeit, Stellungnahmen zu aktuellen bildungs- und wissenschaftspolitischen Themen, Öffentlichkeitsarbeit,
- Beobachtung und Kommentieren berufsständischer Probleme.

## Vernetzung
Die Gesellschaft ist Mitglied im Deutschen Nationalkomitee Biologie (DNK), das die Interessen der Biowissenschaftler in den internationalen Organisationen vertritt. Die GBM ist zudem Mitglied in der Arbeitsgemeinschaft der Wissenschaftlichen Medizinischen Fachgesellschaften (AWMF), in den Dachorganisationen Federation of European Biochemical Societies (FEBS) und International Union of Biochemistry and Molecular Biology (IUBMB).
Zudem tragen verschiedene Arbeitskreise zur inhaltlichen Arbeit der Gesellschaft bei. Die Jungmitglieder sind in zahlreichen Stadtgruppen als „Junior GBM“ aktiv. Nachwuchswissenschaftler vom Postdoc aufwärts tauschen sich im Arbeitskreis „Young Investigators“ aus. Weitere Arbeitskreise sind „Studium Molekulare Biowissenschaften“, „Biochemie in der Medizin“, „Geschichte der Biochemie“ und „Senior Experts“.
Die 19 Studiengruppen bieten Informationen und fördern den wissenschaftlichen Austausch zu speziellen Fach- und Interessensgebieten in vielfältiger Weise. Dazu dienen u. a. jährliche Treffen und Kleinkonferenzen, deren Ausrichtung durch die GBM gefördert wird.

## Preise und Auszeichnungen
- Die Otto-Warburg-Medaille wurde von der GBM zum 80. Geburtstag von Otto Warburg gestiftet. Sie ist die höchste wissenschaftliche Auszeichnung der GBM. Zielgruppe sind hervorragende Wissenschaftler der Biochemie.
- Die Feodor Lynen Lecture & Medaille wird vom Beirat der GBM jeweils im Rahmen des Mosbacher Kolloquiums der GBM als zentraler Abendvortrag vergeben. Die Nominierung erfolgt durch den Vorstand oder Beirat der GBM.
- Der Eduard Buchner Preis wird alle zwei Jahre anlässlich des Mosbacher Kolloquiums an herausragende Wissenschaftler vergeben, „die wie Eduard Buchner mit großer Ausdauer und erfolgreich an einem Thema gearbeitet haben, dessen Bedeutung sie früh erkannt haben“.[4]
- Der Otto-Meyerhof-Preis (zuvor Young Investigator Award) alle zwei Jahre an herausragende Nachwuchswissenschaftler im Bereich Molekular- und Zellbiologie verliehen.
- Die Fritz Lipmann Vorlesung wird als Plenarvortrag auf der alle zwei Jahre stattfindenden Herbsttagung an herausragende Wissenschaftler vergeben.
- Der Karl-Lohmann-Preis wird alle zwei Jahre anlässlich der GBM-Herbsttagung an Nachwuchswissenschaftler (unter 35 Jahre) für besonders wichtige Arbeiten im Rahmen einer Promotion auf dem Gebiet der Biochemie vergeben[5].
- Der GBM Promotionspreis wird alle zwei Jahre anlässlich der GBM-Herbsttagung an Nachwuchswissenschaftler für eine herausragende Dissertation zu biochemischen oder molekularbiologischen Themen vergeben.

## Präsidenten
Die GBM wird von einem Vorstand bestehend aus fünf Personen geleitet, dem ein Präsident bzw. eine Präsidentin vorsteht. Die folgenden Wissenschaftler haben bisher für GBM präsidiert:
- Kurt Felix (1947–1959)
- Ernst Klenk (1959–1962)
- Ernst Schütte (1962–1965)
- Theodor Bücher (1965–1967)
- Otto Westphal (1967–1969)
- Otto Wieland (1969–1971)
- Helmut Holzer (1971–1973)
- Ernst Helmreich (1973–1975)
- Hans Georg Zachau (1975–1977)
- Karl Decker (1977–1979)
- Heinz-Günter Wittmann (1979–1981)
- Wilhelm Stoffel (1981–1983)
- Rainer Jaenicke (1983–1985)
- Ernst-Ludwig Winnacker (1985–1987)
- Dieter Oesterhelt (1987–1989)
- Helmut Simon (1989–1991)
- G. Maaß (1991–1993)
- Hartmut Michel (1993–1995)
- Walter Neupert (1995–1997)
- Heinrich Betz (1997–1999)
- Konrad Sandhoff (1999–2001)
- Frieder W. Scheller (2001–2003)
- Franz-Ulrich Hartl (2003–2005)
- Felix Wieland (2005–2007)
- Alfred Wittinghofer (2007–2009)
- Nikolaus Pfanner (2009–2011)
- Irmgard Sinning (2011–2013)
- Roger Goody (2013–2015)
- Johannes Buchner (2015–2017)
- Johannes M. Herrmann (2017–2019)
- Annette Beck-Sickinger (2019–2021)
- Blanche Schwappach-Pignataro (2021–2023)
- Volker Haucke (2023–2025)
- Harald Kolmar (seit 2025)